# Cratere Brami
Brami è un cratere sulla superficie di Callisto.